# Meteorologiåret 1875

## Händelser

### Januari
- 9 januari - Köld och blåst med temperaturer på -30 °C rasar i södra Ontario, Kanada [1].
- 24 januari
  - Med - 39,5 °C i Uppsala, Sverige uppmäts köldrekord för Uppland [2].
  - Med - 38,5 °C i Askersund, Sverige uppmäts köldrekord för Närke [3].
  - Med - 37 °C i Bie, Sverige uppmäts köldrekord för Södermanland [4].
  - Med - 36,5 °C i Nora och Västerås, Sverige uppmäts köldrekord för Västmanland. I Sala uppmäts -40 °C med privattermometrar, dock med okänt kvalitet [5].
  - Inofficiellt uppmäts -45 °C i norra Värmland enligt Meteorologiska iakttagelser, årsbok 1875.

### Mars
- Mars – Minimitermometern tas i bruk i Falun, Sverige [6].
- 27 mars - Byggnader i Nanaimo i British Columbia, Kanada förstörs under stormar, regn och cirka 10 centimeter snö [1].

### September
- September - Stockholm och Falun i Sverige upplever en mycket solig septembermånad vad gäller månadens minimirekord [7].

### Oktober
- 10 oktober - Över 110 millimeter regn faller över Halifax i Nova Scotia, Kanada som därmed upplever en av sina blötaste oktoberdagar någonsin. Stormen som orsakar regnet översvämmar också vägar, förstör broar samt gör att 3 skepp förliser [1].

### Okänt datum
- Den indiska väderlekstjänsten bildas [8].
- Minustermometern blir standard i Norge [9].
- I Sverige inleds mätserien för längsta sammanhängande period med minusgrader vid Sveg [10].

## Födda
- okänt datum – Wilhelm Brennecke, tysk meteorolog och oceanograf.
- okänt datum – Charles Hatfield, amerikansk meteorolog.

### Fotnoter
1. 1 2 3  ”Dan, Dan the Weatherman's Canadian Weather Trivia Page”. Arkiverad från originalet den 9 september 2013. https://web.archive.org/web/20130909001246/http://www.dandantheweatherman.com/cantriv.html. Läst 8 mars 2013.
2. ↑  SMHI
3. ↑  SMHI
4. ↑  SMHI
5. ↑  SMHI
6. ↑  SMHI
7. ↑  SMHI Arkiverad 27 november 2012 hämtat från the Wayback Machine.
8. ↑  India Meteorological Department[död länk]
9. ↑  MET
10. ↑  SMHI